# Herne and Broomfield
Herne and Broomfield – civil parish w Anglii, w hrabstwie Kent, w dystrykcie Canterbury. Leży 9 km na północ od miasta Canterbury i 90 km na wschód od centrum Londynu.
W 2011 civil parish liczyła 8440 mieszkańców.